# Hieracium nitidum
Hieracium nitidum es una especie de planta con flor del género Hieracium, de la familia Asteraceae, orden Asterales.

## Distribución
Hieracium nitidum se distribuye por Escocia.

## Taxonomía
Fue descrita científicamente por Backh. fil.